# Sophia Hoare
Sophia Hoare (även känd som Mrs S. Hoare, Madame S. Hoare, Suzanne Hoare, Susan Hoare), (1836–1915), född Johnson, var en fotograf, verksam på Tahiti.
Hon gifte sig med Charles Burton Hoare, juni 1853 i Manchester. De bodde i Hulme utanför Manchester och fick där tre döttrar, Elizabeth,  Louisa, och Octavia. I mars 1863 reste de med skeppet Telegraph från London till Auckland, Nya Zeeland. Någon gång under de närmaste åren etablerade Charles tillsammans med en viss Wooster en fotofirma under namnet Hoare & Wooster. Wooster hade en studio, “The Royal Photographic Rooms” vilken låg I hörnet av Vulcan Lane och huvudgatan Queen Street. Partnerskapet upphörde 1866 och Charles startade en firma i eget namn, också denna på Vulcan Street.

## Flytt till Tahiti
Familjen flyttade så småningom vidare till Tahiti men det är oklart om det var hela familjen direkt eller om bara Charles åkte inledningsvis. Klart är att Charles befann sig på Tahiti i februari 1868. Han annonserade då i öns tidning Le Messager de Tahiti om sin studio på College Street, Papeete, och erbjöd carte de visit. I juni 1868 gjorde han en resa runt öarna och besökte bland annat  îles Sous-le-Vent  (Leewardöarna), och tog då sannolikt några av de allra första bilderna av Makateaatollen i Tuamotuarkipelagen. Han var tillbaks i Papeete i september. Han omnämns flera gånger i pressen under åren 1872-1876. Hans bilder av drottning Pomare IV och hennes son (blivande Pomare V) är sannolikt från denna tid. Det finns ännu inga kända källor om honom efter 1876. Hans fru Sophia tog över verksamheten någon gång efter 1876. Hon omnämns som änka 1879. Sophia drev Atelier Hoare i 30 år och fotograferade bland annat den kungliga familjen.

## Flytt till San Francisco
Vid världsutställningen 1889 i Paris belönades hon med en medalj. Före 1889 signerade hon sina bilder med ”Mrs S. Hoare” och efter detta år ändrade hon till ”Madame S. Hoare”.
I slutet av 1800-talet hade Sophia sin studio på rue de la  Petite-Pologne i Papeete men i maj 1904 lämnade hon och dottern Tahiti ombord på SS Mariposa mot San Francisco. Hon dog någon gång mellan 1910 och 1920.

## Sophie eller Susan?
Både Susan och Sophie förekommer i olika källor.

## Fotografier av Hoare

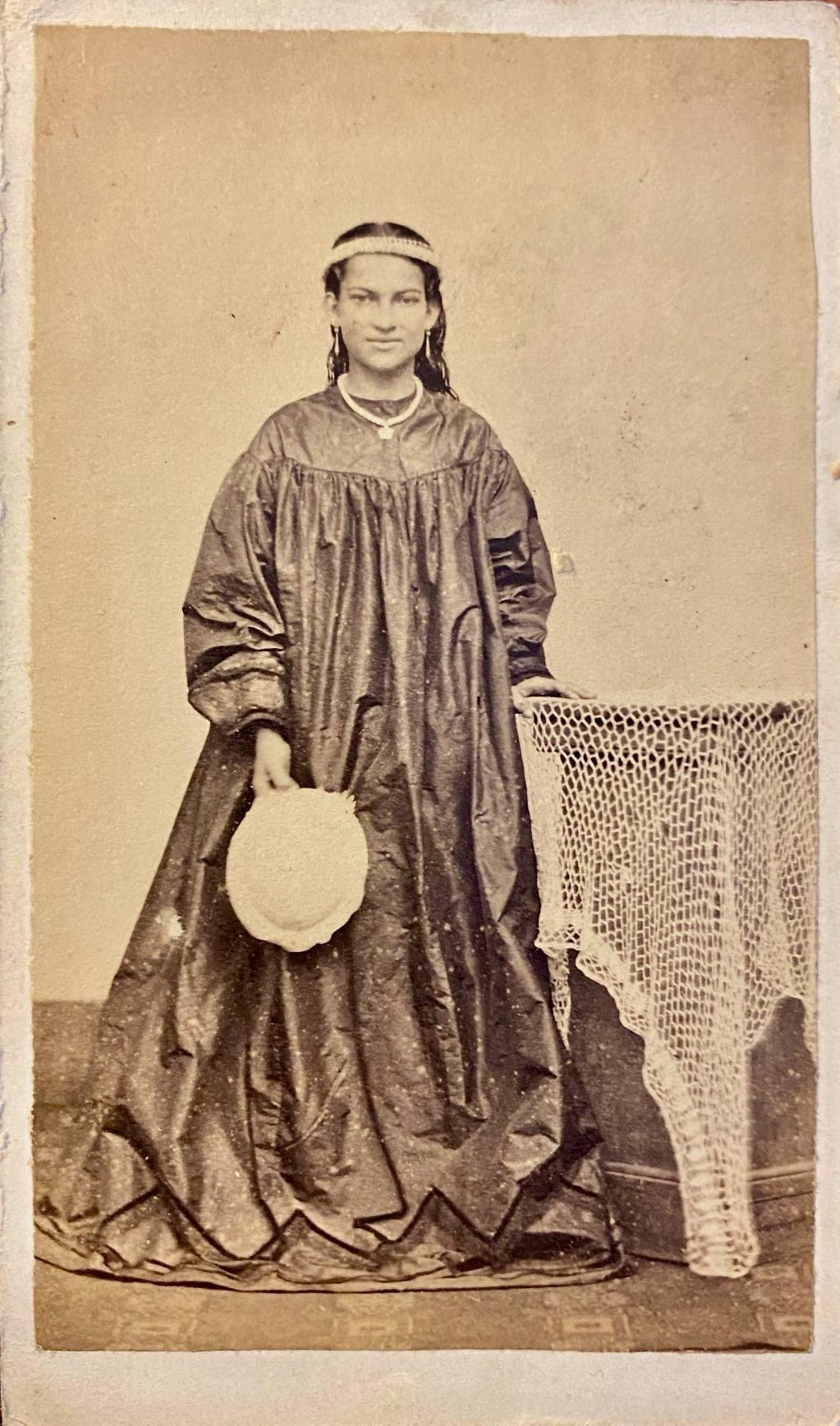
Hellen Bambridge (1852–1918), dotter till Thomas Bambridge, en brittisk nybyggare, och Maraea O'Connor. Foto: Hoare.
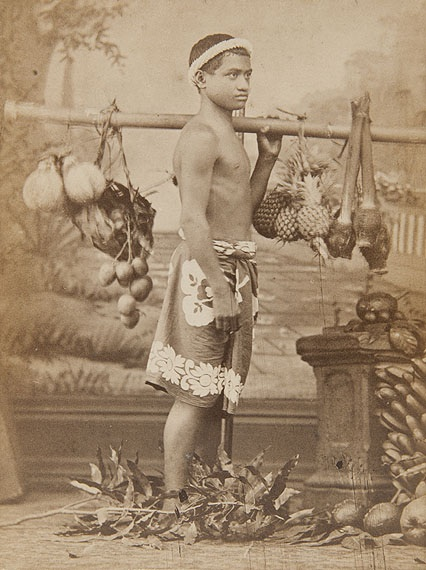
Ung man med exotisk frukt. Foto: Hoare.
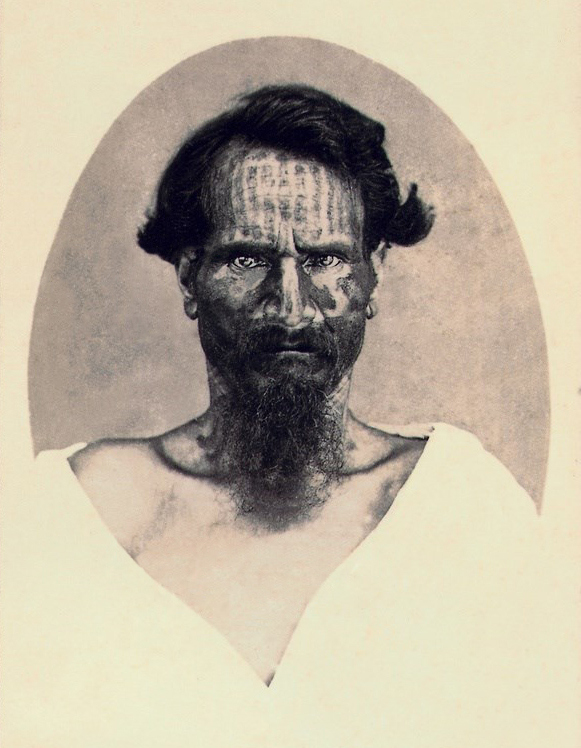
Porträtt av Tepano från Påskön, 1870-tal. Foto: Hoare.
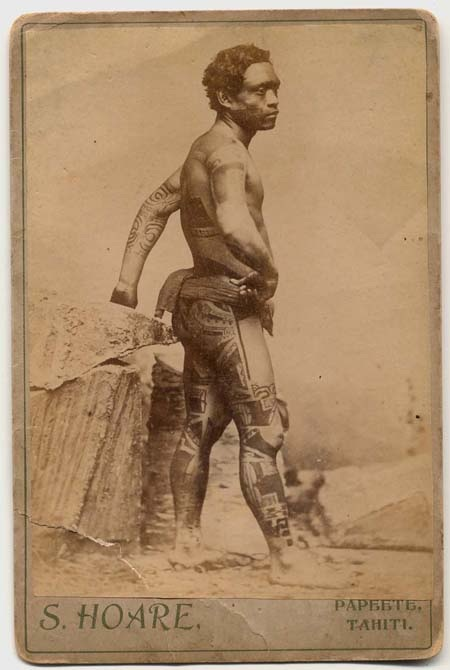
Tatuerad man från Marquesasöarna. Foto: S. Hoare.